# Littorina ziczac
Littorina ziczac är en snäckart som först beskrevs av Gmelin 1791.  Littorina ziczac ingår i släktet Littorina och familjen strandsnäckor. Inga underarter finns listade i Catalogue of Life.

## Bildgalleri

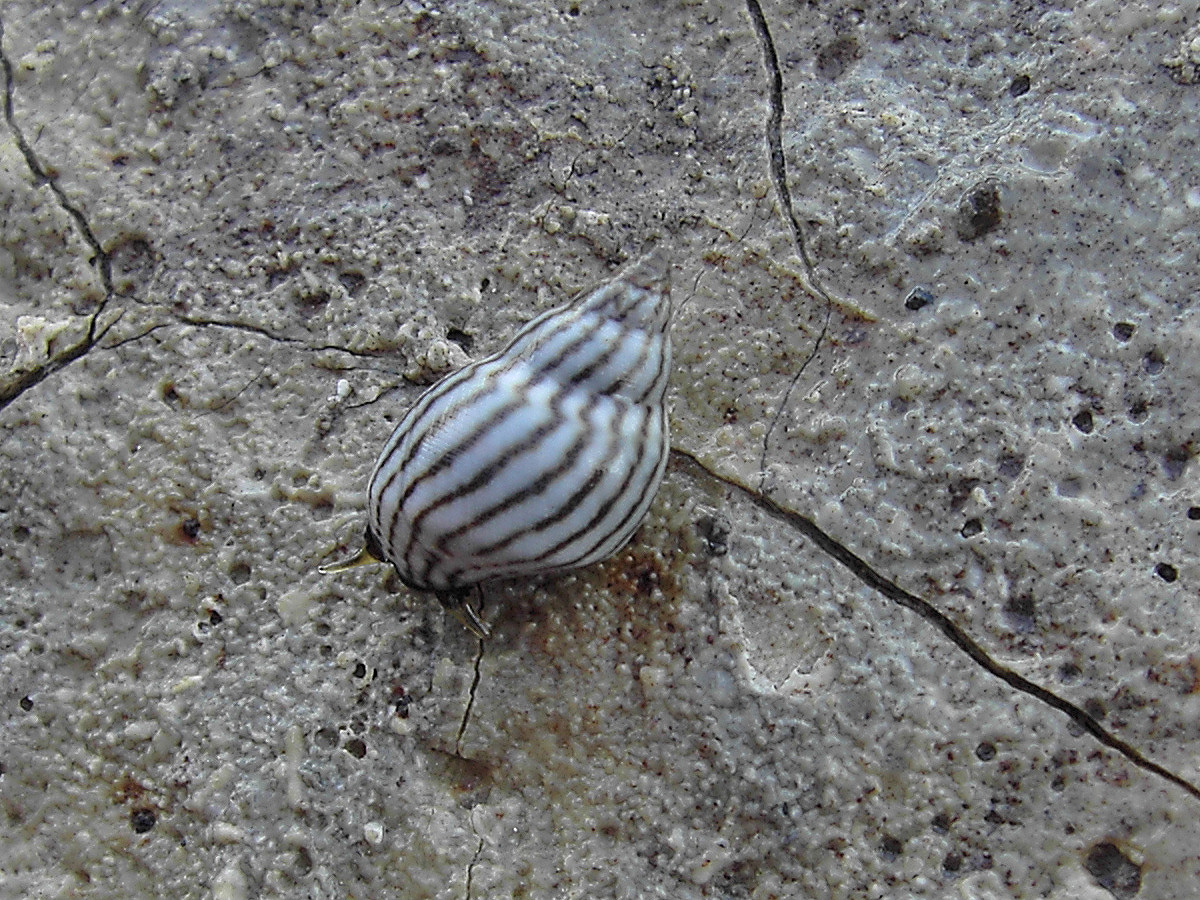
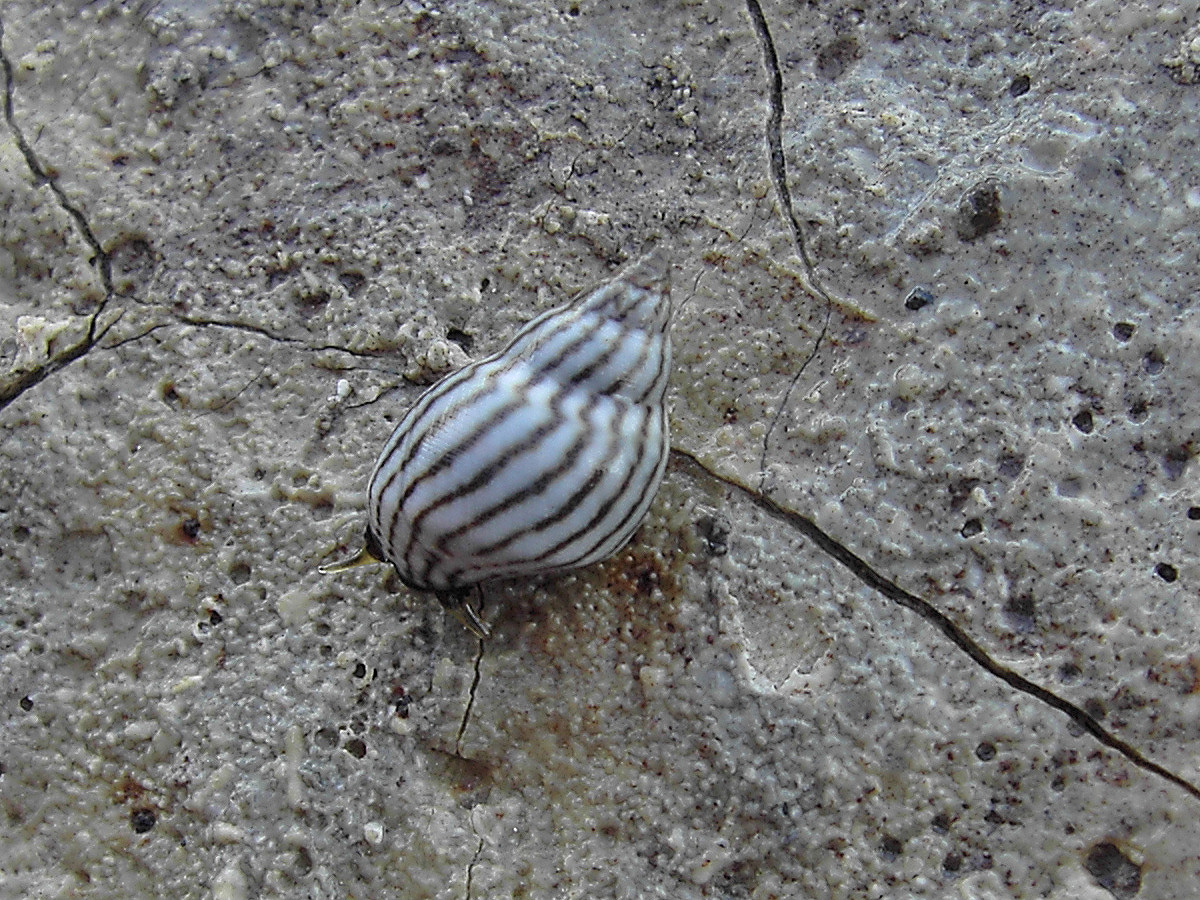